# Szczytno Wielkie
Szczytno Wielkie (kaszb. Jezoro Szczëtno, wg PRNG: Szczytno) – jezioro rynnowe położone na północnym skraju Pojezierza Północnokrajeńskiego („Obszar Chrononego Krajobrazu Jezior Krępsko i Szczytno”), na obszarze gminy Przechlewo, powiat człuchowski, województwo pomorskie, o ogólnej powierzchni 615,77 ha i rozwiniętej linii brzegowej z kilkoma wyspami (m.in. Wyspa Zamkowa ze średniowiecznym grodem obronnym Szczytno).
W pobliżu jeziora znajduje się rezerwat Osiedle Kormoranów. Przez jezioro przepływa rzeka Brda stanowiąca szlak kajakowy. Akwen jeziora jest połączony Brdą i mniejszymi ciekami z jeziorami Końskim, Krępsko (przesmykiem lądowym przebiega trasa drogi krajowej nr 25) i Szczytno Małe stanowiąc tzw. zespół jezior Szczycieńskich.